# Камендин
Камендин је приградско насеље које се налази у Земун Пољу, у београдској општини Земун. Изграђено је деведесетих година XX века. Налази се у северозападном делу Земуна, поред ауто-пута Е-75 (Београд - Нови Сад).

## Локација
Насеље се налази између ауто-пута Е-75 и железничке пруге (Београд-Нови Сад).
Налази се у северном делу Земун Поља, на самом улазу у насеље. Ограничено је улицама „Бертнарда Расела“ на западу, „Јурија Ракитина“ на истоку, „Томице Поповића“ на југу и ауто-путем за Нови Сад на северу. Насеље је осмишљено као источни крак Земун Поља и као будућа веза са урбаним насељима Батајница и Земун.

## Карактеристике
У Камендину се налазе превасходно мале зграде, као и четири већа стамбена објекта од којих су неки намењени социјалном становању и избеглицама. У насељу се налази и Здравствена станица „Камендин“, као и многобројни малопродајни објекти. Камендин важи за једно од Београдских насеља са најбржим растом становника.
Камендин је добро повезан градским превозом. Кроз насеље пролазе три линије ГСП-a и то: 704 (Земун Поље - Зелени Венац), 707 (Земун Поље - Мала Пруга - Зелени Венац) и 708 (Земун Поље - Нови Београд /Блок 70А/). У ноћном превозу ангажована је линија 704 (Земун Поље - Нова Галеника - Зелени Венац - Трг Републике).
Са западне стране Земун Поља, током 2009. године, подигнуто је насеље Камендин 2 у коме се налази неколико стамбених објеката насељених превасходно социјално угроженим становништвом и расељеним Ромима.